# Interimsposter
Interimsposter är ett gemensamt namn på interimsfordringar och interimsskulder.  Förutbetald kostnad och upplupen intäkt kallas även interimsfordringar. Dessa poster bokförs som tillgångar i balansräkningen.

## Interimsfordringar

### Förutbetald kostnad
(Förskottsbetalning)
| Konton | Konton                          | Saldobalans | Saldobalans | Omföringar | Omföringar | Bokslutsrapp    | Bokslutsrapp | Bokslutsrapp | Bokslutsrapp | Bokslutsrapp | Bokslutsrapp |
| Nr     | Namn                            | Debet       | Kredit      | Debet      | Kredit     |                 |              |              |              |              |              |
| 1790   | Övr förutbet kostnader/Uppl int |             |             | 11 000     |            | Balansrapport   |              |              |              |              |              |
| 5615   | Leasingavg bilar                |             |             |            | 11 000     | Resultatrapport |              |              |              |              |              |

### Upplupen intäkt
| Konton | Konton                          | Saldobalans | Saldobalans | Omföringar | Omföringar | Bokslutsrapp    | Bokslutsrapp | Bokslutsrapp | Bokslutsrapp | Bokslutsrapp | Bokslutsrapp |
| Nr     | Namn                            | Debet       | Kredit      | Debet      | Kredit     |                 |              |              |              |              |              |
| 1790   | Övr för kostn/Upplupna intäkter |             |             | 25 000     |            | Balansrapport   |              |              |              |              |              |
| 3020   | Utförda arbeten                 |             |             |            | 25 000     | Resultatrapport |              |              |              |              |              |

## Interimsskulder
Upplupen kostnad och förutbetald intäkt kallas även interimsskulder. Dessa poster bokförs som skulder i balansräkningen..

### Upplupen kostnad
| Konton | Konton                      | Saldobalans | Saldobalans | Omföringar | Omföringar | Bokslutsrapp    | Bokslutsrapp | Bokslutsrapp | Bokslutsrapp | Bokslutsrapp | Bokslutsrapp |
| Nr     | Namn                        | Debet       | Kredit      | Debet      | Kredit     |                 |              |              |              |              |              |
| 2990   | Övr uppl kostn/förutbet int |             |             |            | 37 000     | Balansrapport   |              |              |              |              |              |
| 4020   | Material                    |             |             | 37 000     |            | Resultatrapport |              |              |              |              |              |

### Förutbetald intäkt
(Föruterhållen)
| Konton | Konton                 | Saldobalans | Saldobalans | Omföringar | Omföringar | Bokslutsrapp    | Bokslutsrapp | Bokslutsrapp | Bokslutsrapp | Bokslutsrapp | Bokslutsrapp |
| Nr     | Namn                   | Debet       | Kredit      | Debet      | Kredit     |                 |              |              |              |              |              |
| 2970   | Förutbet hyresintäkter |             |             |            | 9 000      | Balansrapport   |              |              |              |              |              |
| 3911   | Hyresintäkt            |             |             | 9 000      |            | Resultatrapport |              |              |              |              |              |

Interimsfordringen återförs nästa år Interim, ad interim (lat) = tillfällig, tills vidare